# Lenovo ThinkVision

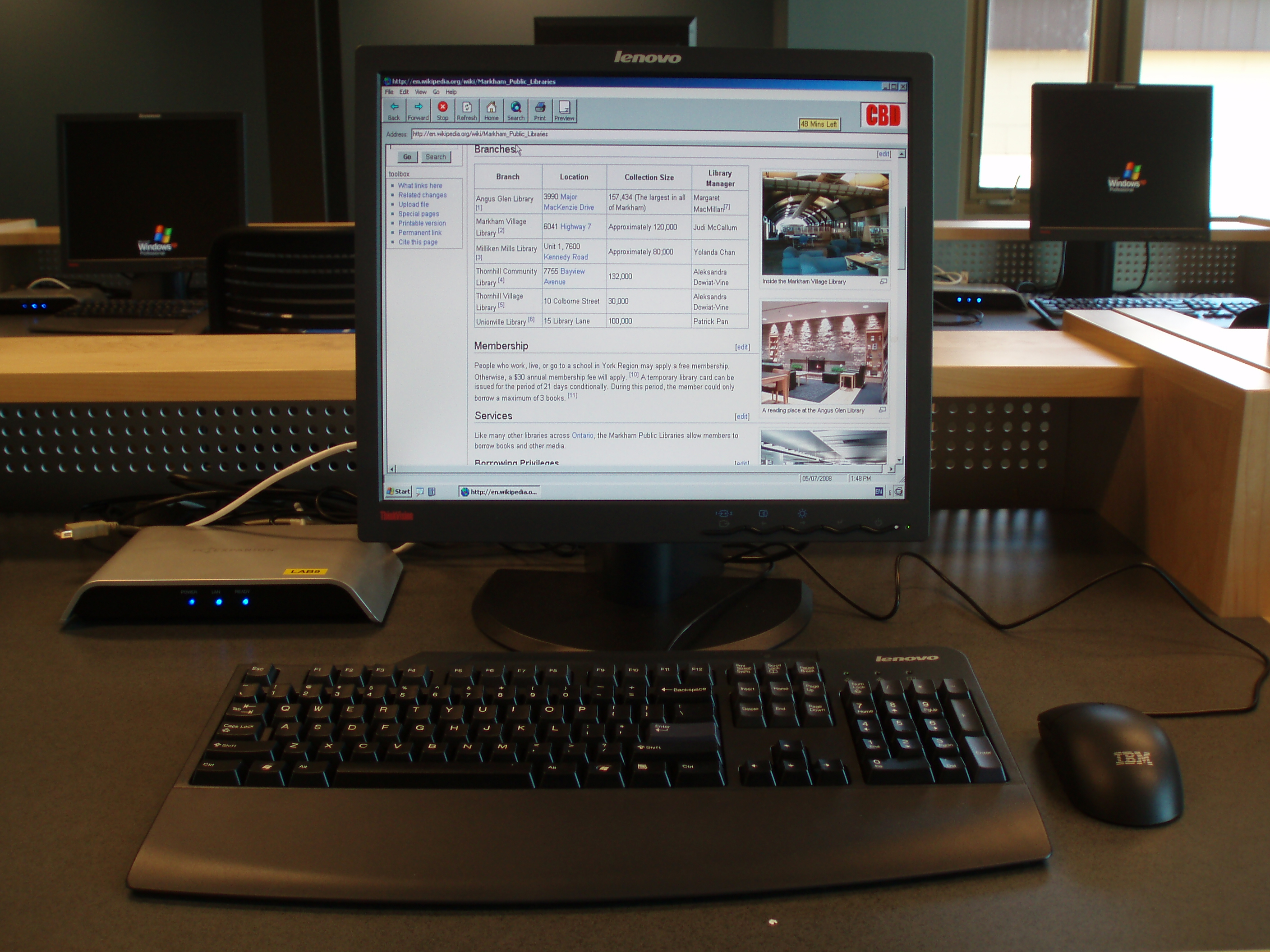
Monitor Lenovo ThinkVision

Lenovo ThinkVision – seria monitorów sygnowana logiem Lenovo, do zastosowań zarówno profesjonalnych, jak i amatorskich. Oferowany rozmiar ekranu pokrywa pełne spektrum zainteresowań użytkowników komputerów osobistych, mieszcząc się w przedziale od 17 do 28 cali. W zależności od potrzeb można spotkać urządzenia z matrycami w trzech wariantach:
- Matryca TN – najtańsza w produkcji, cechuje się przeciętną jakością obrazu, zarówno kąty widzenia, jak i odwzorowanie kolorów wypadają słabiej niż w innych rodzajach matryc. Zaletą jest bardzo dobry czas reakcji oraz odświeżania, który jest szczególnie istotny w grach komputerowych. Reprezentantami tej grupy są modele takie jak Lenovo E2323, Lenovo T2254 oraz Lenovo LT2423.
- Matryca VA – wariant plasujący się pomiędzy IPS a TN. Wysoka jakość obrazu przekłada się na słabszy czas reakcji. Popularnym wyborem w tej kategorii są monitory Lenovo T2224d, Lenovo Pro2820 oraz Lenovo E2224.
- Matryca IPS – bardzo wysoka jakość obrazu, szerokie kąty widzenia i szeroki zakres kolorów, przy czasie reakcji na solidnym poziomie. Ceną znacząco przewyższa pozostałe warianty. Do tej grupy należą urządzenia takie jak Lenovo LT2454p, Lenovo T2424z, oraz Lenovo 10LKPAT6EU.

Rozdzielczości oferowane przez Lenovo dostępne są w przedziale od Full HD (1920x1080) do formatu 4K (3840x2160), przy zachowaniu proporcji 16:9 lub 21:9. Czasy reakcji sięgają kilku ms przy częstotliwości odświeżania na poziomie 144 Hz. Niektóre egzemplarze posiadają zintegrowane dodatkowe komponenty, takie jak kamera czy mikrofon. Wspierane interfejsy graficzne:
- VGA – najstarszy ze stosowanych portów, coraz mocniej wypierany przez nowsze rozwiązania. Obraz przesyłany jest w postaci analogowej bez transmisji dźwięku, oferuje najniższe rozdzielczości spośród dostępnych rozwiązań;
- DVI – cyfrowy interfejs, wyższa jakość niż w przypadku VGA, jednakże wciąż w celu przesłania dźwięku musimy użyć dodatkowego przewodu;
- HDMI – bardzo popularny interfejs multimedialny, transfer wysokiej jakości obrazu wraz z dźwiękiem;
- DisplayPort – podobnie jak HDMI przesyła dźwięk i obraz, oferuje wysokie rozdzielczości przy podwyższonej częstotliwości odświeżania obrazu;

Standardowym portem do przesyłania danych jest USB. W celu dobrania odpowiedniego interfejsu do posiadanego sprzętu należy dokładnie sprawdzić specyfikację urządzenia.